# Блато край Малък Преславец
Вижте пояснителната страница за други значения на Блатото.
Блатото край с. Малък Преславец е защитена местност в България. Намира се в землището на село Малък Преславец, област Силистра.
Защитената местност е с площ 154,94 ha. Обявена е на 10 април 1986 г. с цел опазване на характерната за района екосистема, както и местообитанията на редки и застрашени растителни и животински видове.
Обект на закрила за следните видове птици: Червена чапла (Ardea purpurea), Малка бяла чапла (Egretta garzetta), Къдроглав пеликан (Pelecanus crispus), Малък воден бик (Ixobrychus minutus), Нощна чапла (Nycticorax nycticorax), Белобуза рибарка (Chlidonias hybridus), Късопръст ястреб (Accipiter brevipes), Червен ангъч (Tadorna ferruginea), Малък корморан (Phalacrocorax pygmeus), Червеногърба сврачка (Lanius collurio), Среден пъстър кълвач (Dendrocopos medius), Черен кълвач (Dryocopus martius), Гривеста чапла (Ardeola ralloides), Земеродно рибарче (Alcedo atthis), Сирийски пъстър кълвач (Dendrocopos syriacus), Ливаден дърдавец (Crex crex), Малък сокол (Falco columbarius), Малък орел (Hieraaetus pennatus), Малък креслив орел (Aquila pomarina), Осояд (Pernis apivorus), Белоока потапница (Aythya nyroca), Сив кълвач (Picus canus).
В защитената местност се забраняват:
- строителството, както и други дейности, с които се нарушава водния режим на блатото и се изменя естественият облик на местността;
- палене на огън, опожаряване на тръстиката и друга растителност;
- замърсяване на водите и земите с битови, промишлени и други отпадъци;
- ловуване, с изключение на едър дивеч през периода ноември – декември, на разстояние не по-малко от 150 м от брега;
- използване на лодки и мрежени уреди за спортен риболов;
- промишлен риболов;
- спортен риболов от западния бряг на блатото, а от източния бряг в периода от 15 април до 15 юни;
- навлизане с автомобили и други превозни средства, освен при извеждането на планирани сечи в района на западния бряг на блатото;
- лагеруване и бивакуване в района на западния бряг на блатото;
- късане и изкореняване на растения, бране на липов цвят и други билки;
- внасяне и развъждане на неприсъщи за района растителни и животински видове;
- паша на домашни животни извън имот №2119;
- извеждане на голи сечи;
- извеждане на санитарни и отгледни сечи в периода 15 февруари – 31 юли.[1]